# Architis dianasilvae
Architis dianasilvae är en spindelart som beskrevs av Santos 2007. Architis dianasilvae ingår i släktet Architis och familjen vårdnätsspindlar.
Artens utbredningsområde är Peru. Inga underarter finns listade i Catalogue of Life.